# Истории обыкновенного безумия
«Истории обыкновенного безумия» (англ. Tales of Ordinary Madness) — сборник рассказов Чарльза Буковски (англ. Charles Bukowski, 1920—1994), выпущенный в 1983 году. «Истории…» и сборник «Самая красивая женщина в городе» изначально были выпущены в 1972 году в виде одной книги под названием «Эрекции, эякуляции, эксгибиции и вообще истории обыкновенного безумия».
 Amazon

 LibraryThing